# Ciudad en llamas
Ciudad en llamas es el decimoquinto episodio de la primera temporada de los Thunderbirds, serie de televisión de Gerry Anderson para Supermarionation fue el tercer episodio producido. El episodio salió al aire primero en ATV Midlands el 6 de enero de 1966. Fue escrito por Alan Fennell y dirigido por David Elliott.

## Sinopsis
Un enorme incendio en una inmensa torre. Todos han sido evacuados salvo una familia que está atrapada en un corredor sellado. ¿Scott y Virgil pueden superar las dificultades y salvar a la familia antes de que el área entera explote?

## Argumento
A 3000 pies de altura, un helijet está llevando a un reportero que está mostrándoles una vista fantástica a sus espectadores; la Torre Thompson recientemente completada. Abriendo hoy, es una ciudad completamente autónoma, una persona podría vivir en ella durante un año entero. Hay 10,000 lugares de estacionamiento subterráneo y se unen con la torre a través de un monorriel.
Virgil y Scott prueban un nuevo gas en una cámara de la pruebas en la Isla Tracy, Virgil y Scott están probando un nuevo gas cortante desarrollado por Brains en una pared, la prueba es dirigida por Jeff, Brains y Tin-Tin. La penetración ocurre después de 15 segundos, tres veces más rápidamente que un rayo láser, pero los efectos causados por el gas en el usuario son desconocidos. Unas tenues luces verdes aparecen en la parte de atrás del cilindro de gas de Virgil y Tin-Tin descubre que su presión arterial ha subido pero Brains cree que es una reacción normal. Pronto la luz de Scott también está brillando. Virgil empieza a tambalearse y no contesta los mensajes de Jeff. De repente los dos, Virgil y Scott, se desmayan.
Después en la enfermería, Brains dice a Jeff y Tin-Tin que el gas entró a través de los poros pero no ha dejado ninguna consecuencia. Scott y Virgil despiertan y Jeff les dice que consigan un poco de aire fresco mientras Brains continúa desarrollando el gas.
La familia Carter (Joe, Blanche y Tommy) viajan a la Torre Thompson en su automóvil. Joe se molesta con la imprudencia de la mujer en el automóvil de adelante pero una patrulla la detiene. Tommy ve la torre a la distancia. Ellos entran en el estacionamiento subterráneo, compran un boleto y estacionan su automóvil.
La conductora imprudente se queja de la multa. Cuando ella llega al estacionamiento su marido le dice que frene pero ella aprieta el acelerador. El automóvil choca contra otro y la conductora y su esposo escapan rápidamente ya que el choque provoca un incendio. Los Carter están perdidos en el laberinto de túneles. En el cuarto de control de la torre (el cual se encuentra separado de la Torre Thompson) es descubierto el incendio. Diez camiones de bomberos son enviados para apagar el incendio mientras el auxiliar de control verifica cada corredor y cierra las puertas metálicas para evitar que el incendio se extienda.
Mientras Joe y Blanche están examinando un mapa, Tommy se esconde en un almacén. Sus padres van detrás de él, pretendiendo ser la policía. Entretanto los controladores de la torre cierran las compuertas de su corredor, siendo incapaz de verlos. Los Carter salen al corredor para encontrarse atrapados. Las puertas están ahora cerradas por los protectores contra incendio de la torre.
El corredor se está empezando a llenar de humo, entonces Joe coloca algo en el borde de la puerta para evitar el paso del humo. El fuego está destruyendo el edificio y los aparatos bomberos están encontrándolo imposible controlar. Mientras inspeccionan el progreso del incendio, el ayudante ve a los Carter. El director no tiene ninguna idea cómo rescatarlos.
En el área de descanso de la piscina, Scott dice estar sintiéndose bien. Tin-Tin invita a Alan a nadar pero él rechaza la invitación ya que tiene que reemplazar a John en el Thunderbird 5 en unas horas. John está listo y esperando su retorno cuando el director de la torre requiere ayuda.
Ahora las llamas han alcanzado la cima del edificio. Tommy se desmaya. Joe está enfadado porque nadie ha venido a recatarlos pero Blanche piensa que nadie sabe que ellos están allí. Scott se va en el Thunderbird 1 mientras Virgil sale en el Thunderbird 2, tomando La Mole por órdenes de Jeff.
La Torre Thompson está a punto de derrumbarse y si cae, los techos de los corredores no podrán resistir mucho. El Thunderbird 1 aterriza en un camino cuando la evacuación de la torre está completa. El director de la torre dice a los bomberos que se alejen de la torre por su propia seguridad y los camiones evitan ser golpeados por pedazos de la torre al caerse. Finalmente la torre se derrumba.
Habiendo analizado los planos de los túneles, Scott avisa a Virgil y le dice que la única manera de que ellos pueden cortar a través de las puertas es usar el gas de Brains. Virgil y Jeff están de acuerdo si es la única manera, pero Brains no es tan entusiasta al respecto. El Thunderbird 2 aterriza y Scott le dice a Virgil que use la Luciérnaga para abrir un camino al punto dónde ellos pueden empezar a taladrar.
El techo del corredor de los Carter está empezando a crujir. De repente Tommy cae inconsciente. En su traje a prueba de calor, Virgil saca la Luciérnaga de la vaina y empieza a empujar con pala el escombro fuera del camino, a pesar del intenso calor. Scott maneja a la vaina en un automóvil proporcionado por el mando de la torre. La luciérnaga es detenida por una montaña de escombros. Virgil dispara el cañón tres veces para destruir la montaña de escombros y limpiar el camino, entonces continua empujando los escombros. Scott saca La Mole de la vaina. Alcanzando el punto donde van a taladrar, Virgil da la vuelta a la Luciérnaga y maneja hasta alcanzar a la Mole y unirse con Scott dentro.
La Mole empieza a taladrar al final del camino limpiado y emerge en el corredor más cercano al que pueden acceder. Afortunadamente, las luces todavía funcionan. Montando en sus hoverbikes, Scott y Virgil proceden a la primera puerta de acero y empiezan a cortarla con el gas. Estas puertas no son tan espesas como la puerta de la prueba pero hay más de ellas. La luz verde de los tanques indica que están en líos pero nada pasa. Teniendo una puerta abierta, avanzan y empiezan a cortar las otras. Los techos están cayendo en los corredores.
Joe todavía es el único Carter consciente. Viendo una señal luminosa pasar por la puerta, él cree primero que es el fuego pero rápidamente comprende que es alguien cortando. Scott y Virgil derriban la puerta, rápidamente llevan a los Carter hacia sus hoverbikes y consiguen salir cuando los techos empiezan a caer. 
En la superficie hay una enorme explosión y el asistente del director de la torre ve la tierra hundirse. El director cree que los hombres de Rescate Internacional están muertos hasta que el ayudante vea a la Mole salir de la tierra. Scott informa que todos están seguros.
De regreso en la base, Brains explica que el calor dispersó el gas antes de que fuera dañino; si el gas se calienta electrónicamente en los cilindros podrá ser usado de forma segura. Tin-Tin lee un artículo del periódico sobre el evento en que el Rescate Internacional se le agradece de nuevo. La mujer que causó el desastre evita otro accidente en el camino.

## Reparto

### Reparto de voz regular
- Jeff Tracy — Peter Dyneley
- Scott Tracy — Shane Rimmer
- Virgil Tracy — David Holliday
- Alan Tracy — Matt Zimmerman
- John Tracy — Ray Barrett
- Brains — David Graham
- Tin-Tin Kyrano — Christine Finn

### Reparto de voz invitado
- Joe Carter - Ray Barrett
- Blanche Carter - Sylvia Anderson
- Tommy Carter - Sylvia Anderson
- Controlador de la Torre - Matt Zimmerman
- Asistente del Controlador de la Torre - David Graham
- Reportero de WTV - Matt Zimmerman
- Conductora - Christine Finn
- Esposo de la conductora - David Graham
- Jefe de bomberos - Peter Dyneley

## Equipo principal
Los vehículos y equipos vistos en el episodio son:
- Thunderbird 1
- Thunderbird 2 (llevando la Vaina 3)
- Thunderbird 5
- La Mole
- La Luciérnaga
- Hoverbikes
- Helijet

## Errores
- Aunque la Torre Thompson está situada claramente en los Estados Unidos, una señal en la pared del Centro de Mando usa la ortografía británica de "Centro" (Centre) en lugar del americano (Center).
- Brains dice vaporizan gases peligrosos (evaporada). Esto es un disparate científico. Un gas que se produce en un líquido se evapora.